# 阿尔维
阿尔维（Arvi），是印度马哈拉施特拉邦Wardha县的一个城镇。总人口40568（2001年）。

## 人口
该地2001年总人口40568人，其中男性21008人，女性19560人；0—6岁人口4671人，其中男2489人，女2182人；识字率77.63%，其中男性为81.75%，女性为73.19%。